# Elinton Andrade
Elinton Sanchotene Andrade OIH • ComM, mais conhecido como Elinton Andrade, ou simplesmente Andrade, (na Romênia), (Santa Maria, 30 de março de 1979), é futebolista brasileiro naturalizado português que atua como goleiro.

## Carreira
Passou por vários clubes do Brasil, entre eles Duque de Caxias e Vasco da Gama. Pela equipe cruzmaltina, fez sua partida de estreia num clássico contra o Flamengo, onde o Vasco perdeu por 1 a 0, em Volta Redonda. Foi também o goleiro titular da equipe que sofreu sua segunda pior derrota em Campeonatos Brasileiros (7 a 2, diante do Atlético Paranaense), sendo então dispensando após esta partida.
Na Europa, entre outros, atuou no Rapid București, da Romênia, de 2006 a 2009, onde se tornou ídolo.
Contratado pelo Olympique de Marseille em 2009 para ser reserva do titular Steve Mandanda, pouco jogou na temporada 2009-10, muitas vezes não sendo relacionado para o banco de reservas. Na temporada 2010-11 foi relacionado várias vezes para o banco de reservas, porém não fez sequer uma partida como titular. Em sua última temporada pelo Olympique de Marseille, atuou uma única vez no dia 28 de março de 2012, na derrota para o Bayern de Munique por 0 a 2, em jogo válido pelas quartas-de-final da Liga dos Campeões da UEFA de 2011–12.
Após 1 ano de inatividade, assinou com o Náutico no dia 13 de maio de 2013, até o fim do ano.
No fim de 2013, acertou seu retorno ao Duque de Caxias para a disputa do Campeonato Carioca de 2014. Durante a parada para a Copa do Mundo de 2014, Andrade perdeu espaço com a chegada de Rafael Roballo e acabou deixando o tricolor da Baixada em julho de 2014.
Em 21 de março de 2015, após quase um ano sem jogar, foi anunciado como o novo goleiro do Uberlândia, equipe que disputa o Módulo II do Campeonato Mineiro, para disputa da segunda fase da competição.

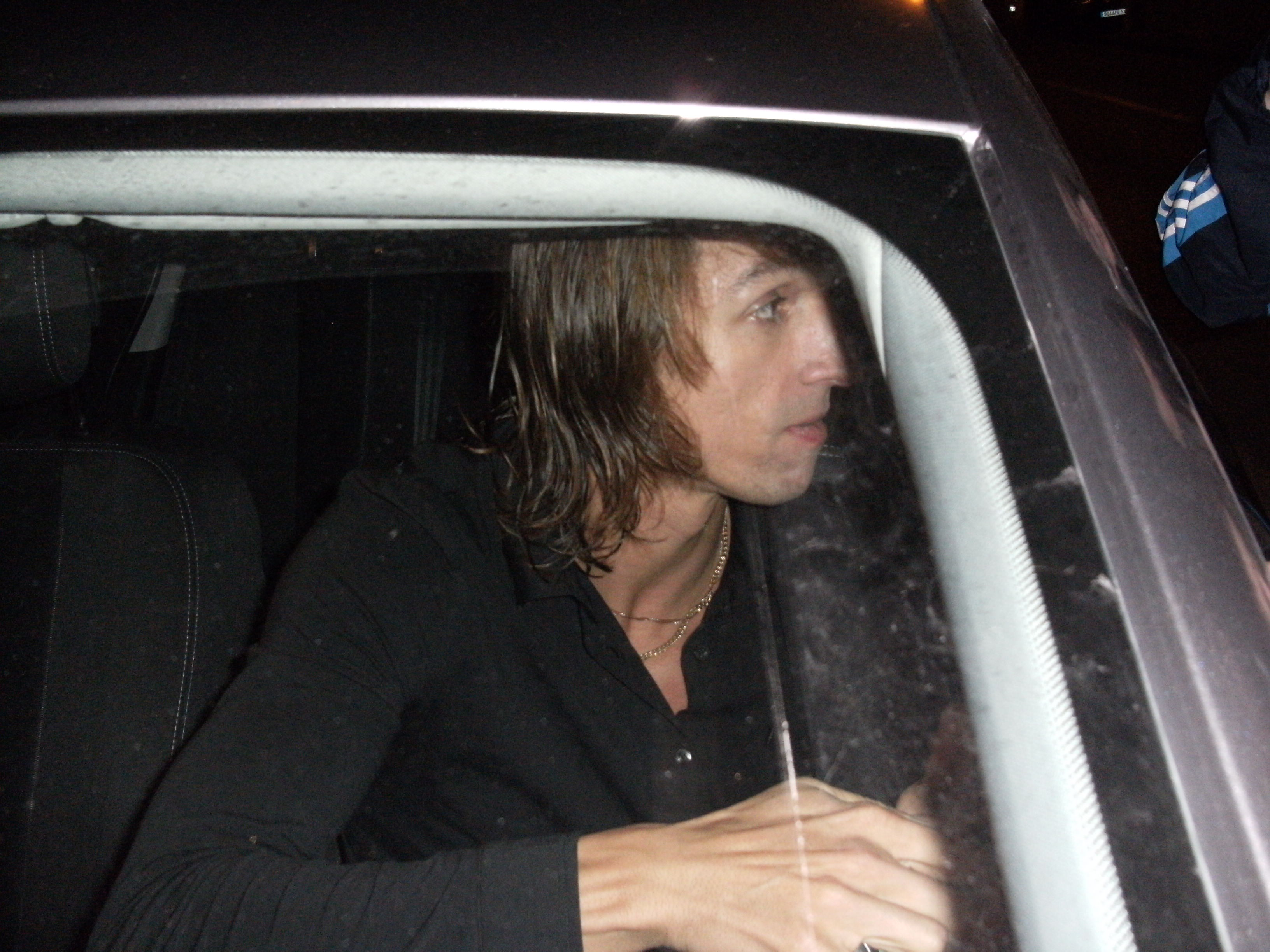
Elinton Andrade dando autógrafos na saída do Centro de Formação de Robert Louis-Dreyfus.

## Futevôlei
Em 2013 participou do Mundialito de Futevôlei 4 por 4 pela Seleção Portuguesa de Futebol, que terminou na 3° posição do torneio. Neste campeonato, ele foi eleito o atleta revelação.

## Futebol de Praia
Em julho de 2015 sagrou-se campeão mundial de futebol de praia por Portugal.

## Títulos
Olympique de Marseille
- Três vezes campeão da Copa da Liga Francesa
- Duas vezes campeão da Supercopa Francesa
- Uma vez Campeão Francês

### Portugal
- Campeão mundial de futebol de praia (2015)

### Individual
- Melhor goleiro da Liga Européia (2015)
- Melhor goleiro da Copa Européia (2016)
- Melhor jogador da Copa Européia (2016)
- Melhor goleiro do mundo pela BSWW (2016)
- Melhor goleiro do mundo pela BSWW (2018)

## Honrarias
- 2013 - Jogador revelação do Mundialito de Futevôlei 4 por 4
- 2015 - Oficial da Ordem do Infante D. Henrique (15 de dezembro)[6]
- 2019 - Comendador da Ordem do Mérito (3 de dezembro)[6]